# Frontiera între Cehoslovacia și România
Frontiera între Cehoslovacia și România a fost o frontieră internațională, care a delimitat teritoriile Cehoslovaciei și României. Ea a fost stabilită după ocuparea Ruteniei Subcarpatice de către Cehoslovacia și a Maramureșului de către România. Granița româno-cehoslovacă a existat până în martie 1939, când Ungaria a ocupat Rutenia Subcarpatică, iar linia de frontieră a început să separe România de Ungaria. 
Granița se întindea de la intersecția frontierelor între Ungaria, Cehoslovacia și România, apoi urma spre partea de est a râului Tisa până la intersecția frontierelor Cehoslovaciei, Poloniei și României în Carpații Maramureșului. 